# Прокопова Світлана Сергіївна
Прокопова Світлана Сергіївна (нар.3 січня 1991) — українська спортсменка, художня гімнастика. Багаторазова призерка універсіади в Казані.

## Біографія

### Універсіада 2013
На літній Універсіаді у Казані Світлана виступала у 3 групових дисциплінах разом з Оленою Дмитраш, Євгенію Гомон, Олександрою Грідасовою, Вікторією Мазур і Валерією Гудим, спортсменки завоювали срібну та дві бронзові нагороди.
Срібло вони здобули у командному багатоборстві набравши 32,599 балів, перше місце вибороли росіянки з результатом — 35,100.
Ще дві бронзові медалі Світлана зі своєю командою завоювали у групових вправах — з десятьма булавами (16,533), а також з трьома м'ячами і двома стрічками (16,200).

### Чемпіонат світу 2013
На Чемпіонаті світу у Києві, що про ходив з 28 серпня по 1 вересня, Світлана виступала у 3 дисциплінах та завоювала бронзову медаль у командній вправі 10 булав разом з Вікторією Мазур, Євгенією Гомон, Вікторією Шинкаренко, Олена Дмитраш і Валерією Гудим. Українки успішно подолали кваліфікацію (5-е місце), зумівши потрапити до числа восьми команд, які у фіналі розігрували медалі чемпіонату світу. Показана у фіналі композиція принесла українкам 17,208 балів і третє місце. Золото виграла збірна Іспанії (17,350), срібло у італійок (17,300).
У вправі з трьома м'ячами і двома стрічками українська команда провалила виступ, посівши 21-й результат серед 29 збірних. Разом з 5-м місцем у кваліфікації у вправі з 10 булавами у підсумку українські гімнастки посіли 15-е місце.

## Державні нагороди
- Орден княгині Ольги III ст. (25 липня 2013) — за досягнення високих спортивних результатів на XXVII Всесвітній літній Універсіаді в Казані, виявлені самовідданість та волю до перемоги, піднесення міжнародного авторитету України[11]